# 周防大島町議会
周防大島町議会（すおうおおしまちょうぎかい）は、山口県周防大島町に設置されている地方議会である。

## 概要
- 定数：14人[1]
- 任期：2024年11月14日 - 2028年11月13日
- 議長：荒川政義（無所属）（2024年11月19日[2] - ）[2] ※5度目
- 副議長：尾元 武（無所属）（2024年11月19日[2] - ）[2] ※4度目
議長の交代時期の申し合わせはない[3]。

## 委員会
令和6年1月25日現在
- 常任委員会
  - 総務文教常任委員会（7人）
  - 民生常任委員会（7人）
  - 建設環境常任委員会（7人）
  - 議会運営委員会（6人）

## 議員報酬と諸手当
- 年額[5]
  - 議長：年額 3,384,000円
  - 副議長：年額 2,712,000円
  - 議員：年額 2,472,000
- 期末手当：6月および12月

## 議員定数
- 2008年10月26日市議選 20人
- 2012年10月28日市議選から 16人
- 2020年10月25日市議選から 14人

## 議会だより
- SUO OSHIMA 周防大島町 議会だより（1月・4月・7月・10月）年4回発行（発行：周防大島議会 編集：議会広報編集特別委員会）

## 沿革
- 2004年 - 4町（久賀町・大島町・東和町・橘町）が合併して周防大島町が成立。周防大島町議会、発足。